# Мори (лунный кратер)
Кратер Мори (лат. Maury) — небольшой ударный кратер в области северо-восточного побережья Озера Сновидений на видимой стороне Луны. Название присвоено в честь американского морского офицера, астронома, историка, океанографа, метеоролога, картографа, геолога Мэтью Фонтейна Мори (1806—1873) и американского астронома, орнитолога и натуралиста Антонии Каэтаны Мори (1866—1952); утверждено Международным астрономическим союзом в 1935 г. Образование кратера относится к коперниковскому периоду.

## Описание кратера

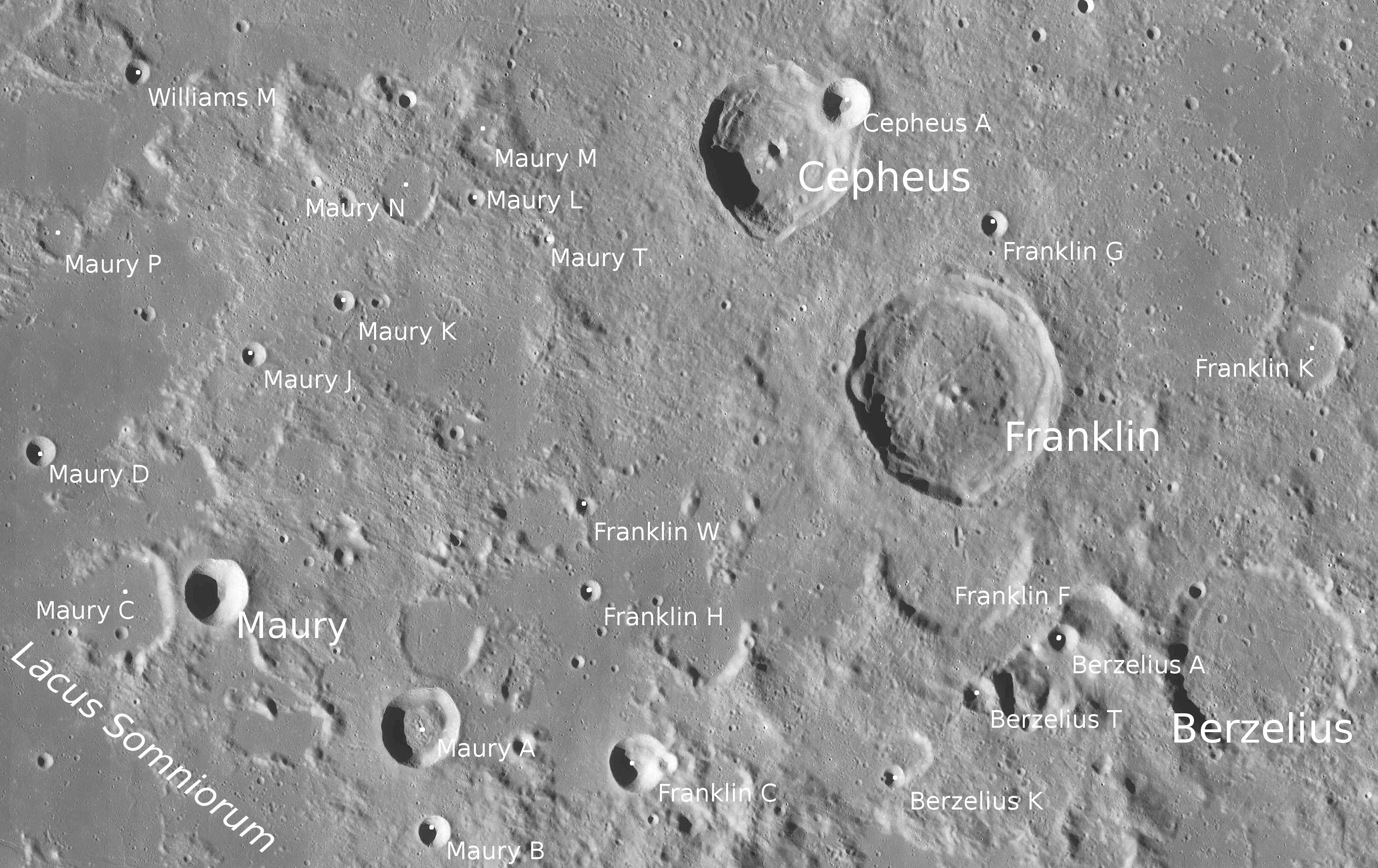
Окрестности кратера Мори. Снимок зонда Lunar Reconnaissance Orbiter.

Ближайшими соседями кратера являются кратер Гров на северо-западе; кратер Уильямс на севере-северо-западе; кратеры Цефей и Франклин на востоке-северо-востоке; а также кратер Холл на юго-западе. Селенографические координаты центра кратера 37°07′ с. ш. 39°41′ в. д. / 37,11° с. ш. 39,69° в. д., диаметр 16,6 км, глубина 3280 м.
Кратер Мори имеет циркулярную чашеобразную форму с небольшим участком плоского дна. Вал c четко очерченной кромкой, северная часть вала немного спрямлена. Внутренний склон гладкий, с высоким альбедо и радиальными полосами. Высота вала над окружающей местностью достигает 730 м. В чаше кратера находится несколько небольших холмов. По морфологическим признакам кратер относится к типу BIO (по названию типичного представителя этого класса — кратера Био), включен в список кратеров с темными радиальными полосами на внутреннем склоне Ассоциации лунной и планетарной астрономии (ALPO).

## Сателлитные кратеры
| Мори | Координаты                                            | Диаметр, км |
| ---- | ----------------------------------------------------- | ----------- |
| A    | 35°59′ с. ш. 41°54′ в. д. / 35,99° с. ш. 41,9° в. д.  | 21,4        |
| B    | 35°07′ с. ш. 42°03′ в. д. / 35,11° с. ш. 42,05° в. д. | 8,6         |
| C    | 36°59′ с. ш. 38°41′ в. д. / 36,98° с. ш. 38,68° в. д. | 28,8        |
| D    | 38°16′ с. ш. 37°47′ в. д. / 38,27° с. ш. 37,78° в. д. | 7,6         |
| J    | 39°02′ с. ш. 40°05′ в. д. / 39,04° с. ш. 40,09° в. д. | 6,0         |
| K    | 39°28′ с. ш. 41°04′ в. д. / 39,47° с. ш. 41,07° в. д. | 5,2         |
| L    | 40°17′ с. ш. 42°30′ в. д. / 40,29° с. ш. 42,5° в. д.  | 4,2         |
| M    | 40°52′ с. ш. 42°33′ в. д. / 40,86° с. ш. 42,55° в. д. | 9,3         |
| N    | 40°22′ с. ш. 41°46′ в. д. / 40,36° с. ш. 41,77° в. д. | 17,6        |
| P    | 40°01′ с. ш. 37°59′ в. д. / 40,01° с. ш. 37,98° в. д. | 11,9        |
| T    | 39°58′ с. ш. 43°17′ в. д. / 39,97° с. ш. 43,29° в. д. | 2,7         |
| U    | 39°19′ с. ш. 37°04′ в. д. / 39,31° с. ш. 37,07° в. д. | 4,7         |

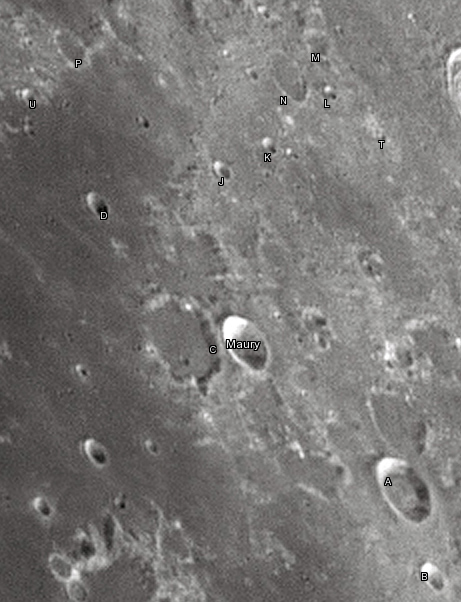
Снимок Девида Кемпбелла.

- Кратер Мори и сателлитный кратер Мори B включены в список кратеров с яркой системой лучей Ассоциации лунной и планетарной астрономии (ALPO)[7].

## См.также
- Список кратеров на Луне
- Лунный кратер
- Морфологический каталог кратеров Луны
- Планетная номенклатура
- Селенография
- Минералогия Луны
- Геология Луны
- Поздняя тяжёлая бомбардировка